# Tomáš Fryšták
Tomáš Fryšták (* 18. srpna 1987, Uherské Hradiště) je český fotbalový brankář od ledna 2022 působící v týmu [1.FC Slovácko].

## Klubová kariéra
Svoji fotbalovou kariéru začal v TJ Vážany, odkud v průběhu mládeže zamířil do 1. FC Slovácko. V roce 2006 se propracoval do prvního mužstva. V sezoně 2009/10 hostoval v FK Čáslav. V letech 2011-2013 hostoval v FC MAS Táborsko. V létě 2014 odešel na roční hostování s opcí do SK Dynamo Č. Budějovice. Po konci hostování v Dynamu Č.B. v červenci 2015 posílil český výběr fotbalistů bez angažmá pod hlavičkou ČAFH, který na mezinárodním evropském turnaji FIFPro vyhrál titul.

V červenci 2015 odešel na roční hostování s opcí do Bohemians Praha 1905. V létě 2016 klub uplatnil předkupní právo a podepsal s hráčem kontrakt na dva roky.

## Reprezentační kariéra
Fryšták nastupoval za české mládežnické reprezentace U18 a U20.